# Хронологија ФНРЈ и КПЈ фебруар 1948.
Хронолошки преглед важнијих догађаја везаних за друштвено-политичка дешавања у Федеративној Народној Републици Југославији (ФНРЈ) и деловање Комунистичке партије Југославије (КПЈ), као и општа политичка, друштвена, спортска и културна дешавања која су се догодила у току фебруара месеца 1948. године.
| ← јануар | ← јануар | ← јануар | ← јануар | ← јануар | ← јануар | ← јануар | ← јануар | ← јануар | Хронологија ФНРЈ и КПЈ током 1948. године | Хронологија ФНРЈ и КПЈ током 1948. године | Хронологија ФНРЈ и КПЈ током 1948. године | Хронологија ФНРЈ и КПЈ током 1948. године | Хронологија ФНРЈ и КПЈ током 1948. године | Хронологија ФНРЈ и КПЈ током 1948. године | Хронологија ФНРЈ и КПЈ током 1948. године | Хронологија ФНРЈ и КПЈ током 1948. године | Хронологија ФНРЈ и КПЈ током 1948. године | Хронологија ФНРЈ и КПЈ током 1948. године | Хронологија ФНРЈ и КПЈ током 1948. године | Хронологија ФНРЈ и КПЈ током 1948. године | Хронологија ФНРЈ и КПЈ током 1948. године | март → | март → | март → | март → | март → | март → | март → |
| 1        | 2        | 3        | 4        | 5        | 6        | 7        | 8        | 9        | 10                                        | 11                                        | 12                                        | 13                                        | 14                                        | 15                                        | 16                                        | 17                                        | 18                                        | 19                                        | 20                                        | 21                                        | 22                                        | 23     | 24     | 25     | 26     | 27     | 28     | 29     |

### 8. фебруар
- У Љубљани одржана седница проширеног пленума Главног одбора Антифашистичког фронта жена Словеније, на којој су конкретизовани задаци усвојени на Другом конгресу АФЖ Југославије. Пленуму је присуствовала председница АФЖ Југославије Вида Томшич која је поднела реферат.[1]
- У Београду одржан Први слет ударника, новатора и рационализатора Народне Републике Србије. Реферат о значају ударничког покрета у извршењу петогодишњег плана поднео је Душан Петровић Шане, председник Главног одбора Јединствених синдиката Србије. Поред њега, скупу су присуствовали и на на њему говорили Ђуро Салај и Јован Веселинов. Истог дана је у Топчидеру организован свечани ручак за ударнике коме је присуствовао председник Владе ФНРЈ Јосип Броз Тито.[2][3]
- На територији Народне Републике Србије, 8. и 22. фебруара, одржани избори за органе Народног фронта Србије.[2]

### 10. фебруар
- У Москви Јосиф Стаљин, у присуству Молотова, Жданова, Маљенкова, Суслова и Зорина, одржао састанак са делегацијама Бугарске радничке партије (комуниста) (Димитров, Костов и Коларов) и Комунистичке партије Југославије (Ђилас, Кардељ и Бакарић). Тема састанка је била критика Димитрова и разговор о наводним федерацијама на Балкану и источној Европи. Стаљин је критиковао бугарско—југословенски споразум, постигнут на Бледу јула 1947. и тражио да се што пре формира федерација ФНРЈ Југославије и НР Бугарске, којој би се потом прикључила НР Албанија. ЦК КПЈ је овај предлог одбио на седници 1. марта.

### 17. фебруар
- У Прагу у Чехословачкој, 17. и 18. фебруара, одржана Конференција министара спољних послова ФНР Југославије, Чехословачке Републике и Републике Пољске на којој се говорило о проблемима Немачке. Усвојена је Деклерација и одлучено да три владе наставе размену обавештавања и гледишта по питањима која се односе на Немачку.[2]

### 21. фебруар
- У Београду одржана Годишња конференција Градског одбора Народног фронта Београда, на којој је Извештај о раду у 1947. години поднео Сретен Стојановић, а Реферат о задацима Народног фронта у 1948. години Драги Стаменковић, члан Извршног одбора. На Конференцији су изабрани нови чланови Градског и Извршног одбора, као и руководство — председник Сретен Стојановић и секретар Рато Дугоњић.[2]

### 24. фебруар
- Шеф југословенске војне мисије у Немачкој генерал-лајтнант Већеслав Хољевац упутио Савезном контролном савету протестну ноту против једностране одлуке англоамеричких окупационих власти, којом је онемогућен даљи рад југословенским делегацијама на проналажењу ратних злочинаца у њиховим зонама.[2]

### 27. фебруар
- У Титовом Велесу умро мајор Југословенске армије Димитрије Лазаров Раша (1926—1948), један од првих одликованих народних хероја Југославије.[4]

### 28. фебруар
- У Београду, 28. и 29. фебруара, одржана Трећа годишња конференција Народне омладине Београда на којој је говорио председник Централног већа Народне омладине Југославије Милијан Неоричић. Реферат Народна омалдина Београда и будући задаци поднео је председник Градског одбора Народне омладине Данило Пурић, а Петар Матић, члан Секретеријата Градског одбора поднео је Извештај о раду Градског одбора Народне омладине од Друге до Треће конференције. На Конференцији је изабран нови Градски одбор, а за његовог председника поново је изабран Данило Пурић.[2]

### 29. фебруар
- На територији Народне Републике Босне и Херцеговине одржани избори за органе Народног фронта Босне и Херцеговине.[2]